# Niederliegendes Leinkraut
Das Niederliegende Leinkraut (Linaria supina), auch Niedriges Leinkraut genannt, ist eine Pflanzenart aus der Gattung der Leinkräuter (Linaria) innerhalb der Familie der Wegerichgewächse (Plantaginaceae).

## Beschreibung

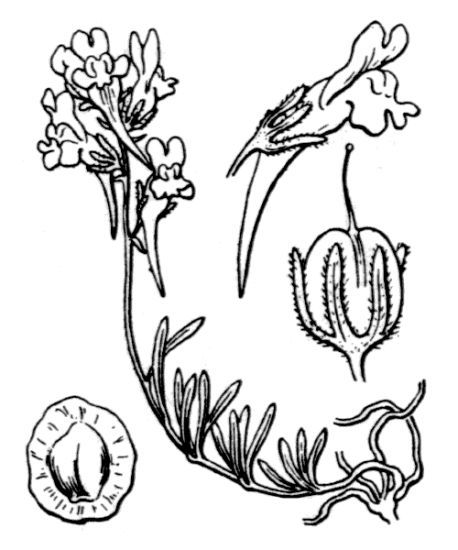
Illustration

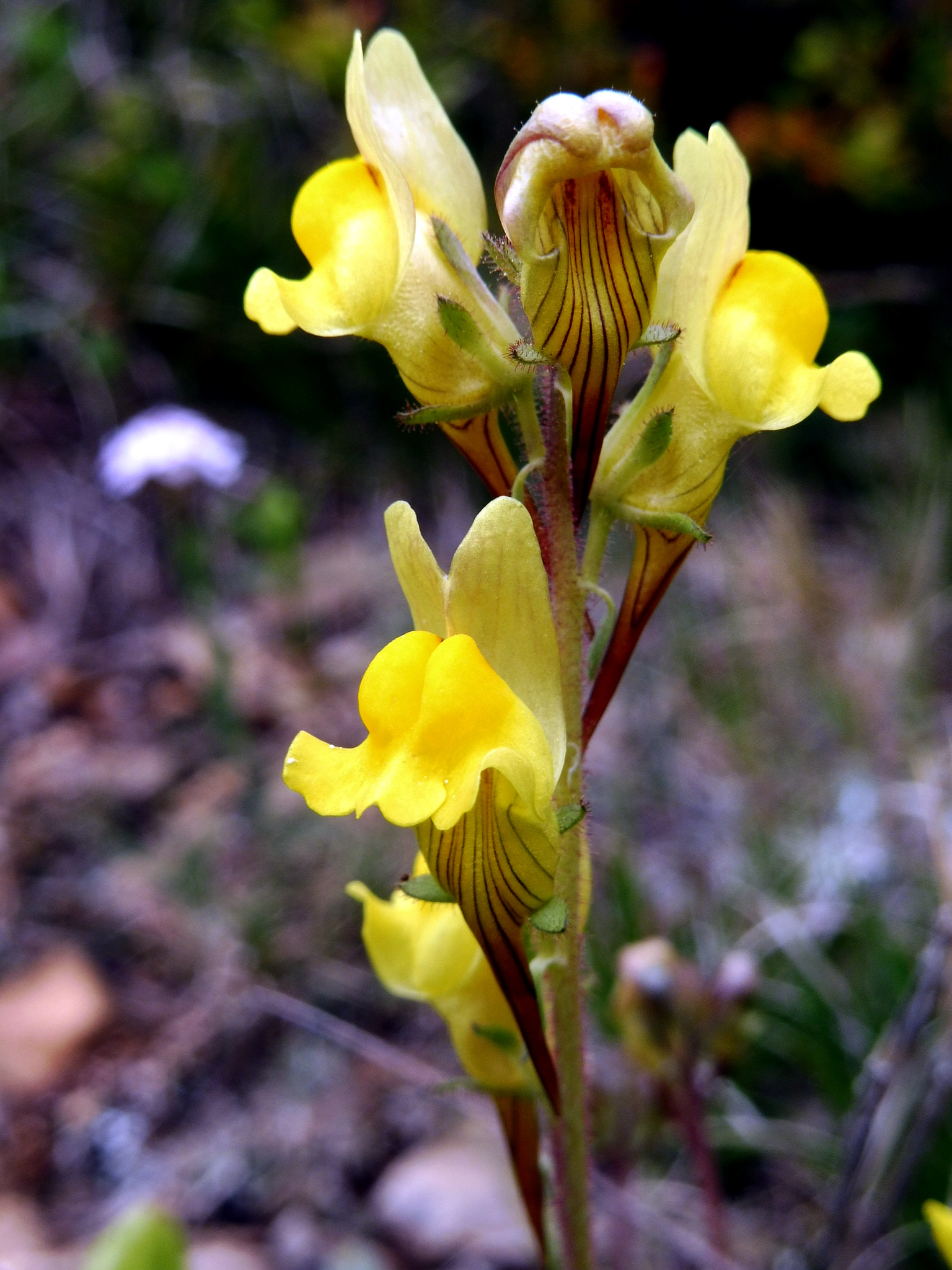
Blütenstand mit zygomorphen Blüten

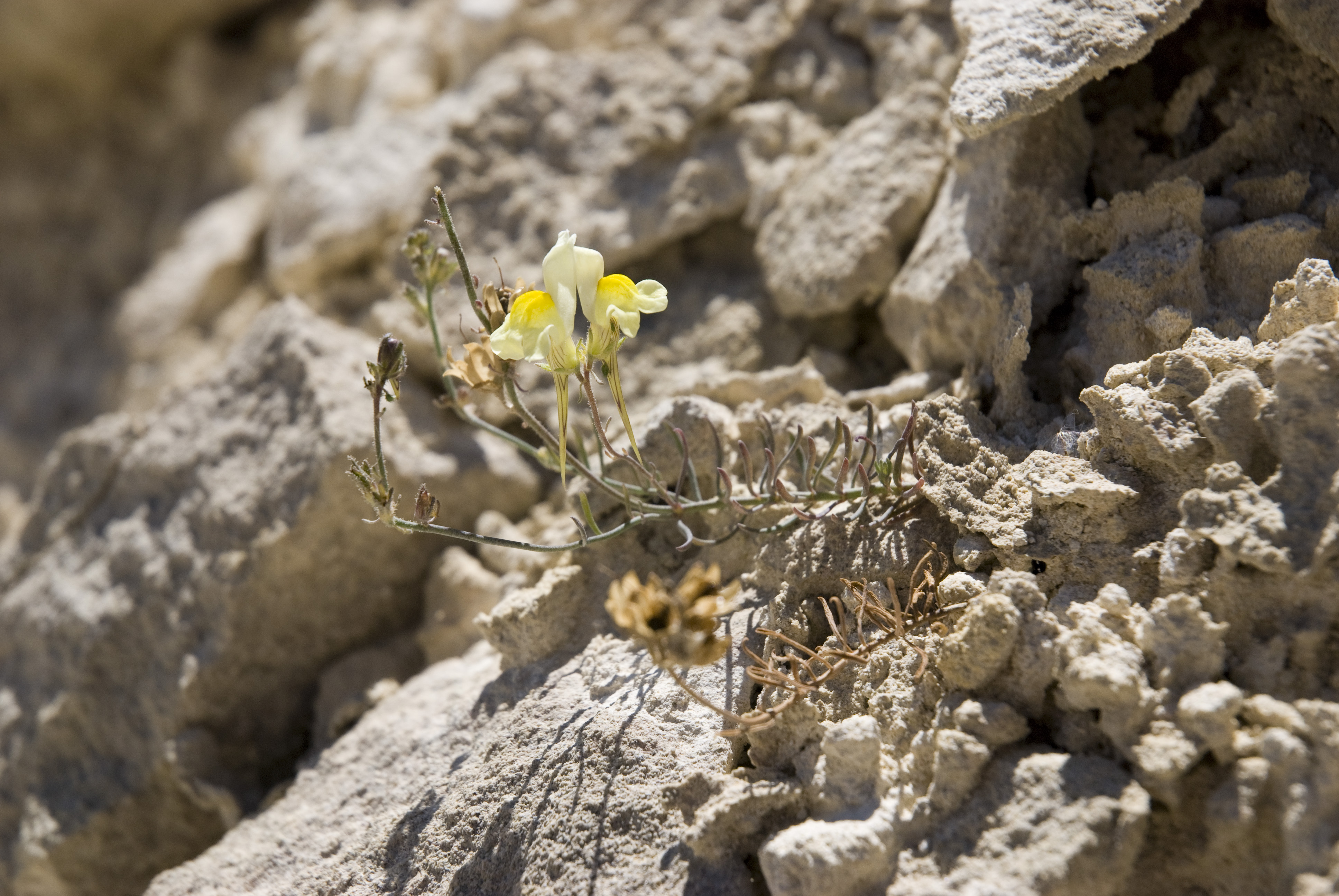
Habitus im Habitat

### Vegetative Merkmale
Das Niederliegende Leinkraut ist eine ausdauernde oder manchmal einjährige bis zweijährige krautige Pflanze, die meist Wuchshöhen von 5 bis 30, selten bis zu 40 Zentimetern erreicht. Der Stängel ist niederliegend bis aufsteigend.
Die im unteren Stängelbereich meist wirtelig bis im oberen wechselständig angeordneten Laubblätter sind sitzend. Die einfache und ganzrandige Blattspreite ist bei einer Länge von bis zu 20 Millimetern sowie einer Breite von etwa 1 Millimetern linealisch bis schmal spatelförmig.

### Generative Merkmale
Die Blütezeit ist Juni bis September. Die wenigen Blüten stehen in einem endständigen, kurzen traubigen Blütenstand dicht zusammen. Der Blütenstand ist drüsig behaart oder selten verkahlend. Der Blütenstiel ist 3 bis 5 Millimeter lang und wächst bis zur Fruchtreife bis zu einer Länge bis 7 Millimetern.
Die zwittrige Blüte ist zygomorph mit doppelter Blütenhülle. Der Kelch ist drüsig behaart. Die Kelchblätter sind meist deutlich ungleich, sehr selten sind sie fast gleich. Die gelbe Blütenkrone ist (ohne Sporn) 10 bis 5 Millimeter lang, ihr spitzer Sporn ist 6 bis 10 Millimeter lang, er ist schmal kegelförmig und manchmal gebogen.
An der bei einer Länge von 3 bis 7,5 Millimetern sowie einem Durchmesser von 2,8 bis 7,5 Millimetern relativ kleinen, fast rundlichen Kapselfrucht befindet sich der beständige Kelch und der Griffel. Die bei einer Länge von 1,7 bis 2,8, selten bis zu 3,3 Millimetern sowie einem Durchmesser von 1,5 bis 2,7, selten bis zu 3) Millimetern fast rundlichen, abgeflachten Samen sind kurz geflügelt.
Die Chromosomenzahl beträgt 2n = 12.

## Vorkommen
Von Linaria supina gibt es Fundortangaben für Marokko, Algerien, Portugal, Spanien,  Frankreich, Korsika, Italien und Kroatien.
Sie gedeiht in Mitteleuropa in trockenen Rasen und in Kalkgeröll. An einem der wenigen Fundorte in Süddeutschland auf Bahngelände in Ludwigsburg wurde Linaria supina von 1968 bis 2012 beobachtet.
Die ökologischen Zeigerwerte nach Landolt et al. 2010 sind in der Schweiz: Feuchtezahl F = 2 (mäßig trocken), Lichtzahl L = 4 (hell), Reaktionszahl R = 4 (neutral bis basisch), Temperaturzahl T = 4+ (warm-kollin), Nährstoffzahl N = 2 (nährstoffarm), Kontinentalitätszahl K = 4 (subkontinental).

## Taxonomie
Die Erstveröffentlichung erfolgte 1753 unter dem Namen (Basionym) Antirrhinum supinum durch Carl von Linné in Species Plantarum, Tomus II, S. 615. Die Neukombination zu Linaria supina (L.) Chaz. wurde 1790 durch Laurent de Chazelles (1724–1808) in Supplement au Dictionaire des Jardiniers, Suppl., Volume 2, S. 39 veröffentlicht. Synonyme für Linaria supina (L.) Chaz. sind: Linaria haenseleri Merino, Linaria maritima DC., Linaria pyrenaica DC.

## Weiterführende Literatur
- G. Segarra, I. Mateu: Taxonomic study of Linaria depauperata and L. supina complexes in eastern Spain. In: Ann. Bot. (Oxford). Volume 87(2), 2001, S. 157–177, doi:10.1006/anbo.2000.1311.